# 15339 Pierazzo
15339 Pierazzo este un asteroid din centura principală de asteroizi.

## Descriere
15339 Pierazzo este un asteroid din centura principală de asteroizi. A fost descoperit pe 8 ianuarie 1994 la Kitt Peak National Observatory, în cadrul proiectului Spacewatch. Asteroidul prezintă o orbită caracterizată de o semiaxă mare de 2,93 ua, o excentricitate de 0,08 și o înclinație de 3,1° în raport cu ecliptica.